# 佛罗里达共和国

佛罗里达共和国使用的“佛罗里达绿十字旗”

佛罗里达共和国（英語：Republic of the Floridas或Republic of Floridas）是美国佛罗里达州历史上的一个未受国际普遍承认国家，存在于1817年6月—12年，实控领土仅有阿米莉亚岛，领导人是乔治·麦克格雷格。